# 開心大發現
《開心大發現》（英語：Family Wisdom、Happy Family）是香港亞洲電視製作的一系列生活資訊節目，改編自日本收視冠軍生活資訊節目《伊東家の食卓》。共有四輯，包括《開心大發現I/II》（2004年）、《開心大發現2005》（2005年）、《開心大發現2009》（2009年）及《開心大發現2010》（2010年）。